# Droga krajowa B8 (Niemcy)
Droga krajowa nr 8 (niem. Bundesstraße 8, B 8) – niemiecka droga krajowa przebiegająca przez teren  Nadrenii Północnej-Westfalii, Nadrenii-Palatynatu, Hesji oraz Bawarii. Droga łączy ze sobą miejscowości Elten na granicy z Holandią oraz Pasawę na granicy z Austrią.
Droga jest miejscami rozbudowana do dwóch pasów ruchu w każdym kierunku ruchu, a na niektórych odcinkach zamknięta dla pojazdów powyżej 12t.
Przebieg współczesnej B8 pokrywa się w dużej mierze z historyczną Via Publica.

## Miejscowości leżące na trasie B8

### Nadrenia Północna-Westfalia
Elten, Emmerich am Rhein, Rees, Wesel, Dinslaken, Duisburg, Düsseldorf, Langenfeld, Opladen, Leverkusen, Kolonia, Gremberghoven, Siegburg,

### Nadrenia-Palatynat
Altenkirchen (Westerwald), Höchstenbach, Hahn am See,

### Hesja
Limburg an der Lahn, Bad Camberg, Waldems, Königstein, Kelkheim (Taunus), Bad Soden, Sulzbach (Taunus), Frankfurt, Hanau,

### Bawaria
Kahl am Main, Karlstein am Main, Kleinostheim, Aschaffenburg, Marktheidenfeld, Würzburg, Kitzingen, Enzlar, Neustadt an der Aisch, Langenzenn, Seukendorf, Fürth, Norymberga, Feucht, Schwarzenbruck, Pfeifferhütte, Postbauer-Heng, Neumarkt in der Oberpfalz, Deining, Batzhausen, Seubersdorf in der Oberpfalz, Daßwang, Hemau, Nittendorf, Ratyzbona, Pfatter, Rain, Straubing, Aiterhofen, Straßkirchen, Plattling, Osterhofen, Vilshofen an der Donau, Pasawa.

## Opis trasy

### Bawaria

#### Neustadt an der Aisch - Feucht(Stan 2007)
Opuszczamy Neustadt an der Aisch zjeżdżając z ronda drugim wyjazdem. Droga od tego momentu omija centra miejscowości i ma parametry zbliżone do drogi ekspresowej ze skrzyżowaniami kolizyjnymi. Kolejne dwa zjazdy prowadzą do wschodnich dzielnic Neustadt an der Aisch oraz terenów przemysłowychw tym mieście. Po lewej stronie mijamy zajazd Chausseehaus z dużym parkingiem i drogę do miejscowości Eggensee. Kolejne skrzyżowanie, w lewo prowadzi do Eggensee, w prawo przeznaczone dla rolników. Następny zjazd doprowadzi nas do Bottenbachu oraz terenów przemysłowych i wschodnich dzielnic Emskirchen. Mijamy tereny zamieszkane po prawej a w lewo możemy skręcić na północne tereny przemysłowe. Kolejne skrzyżowanie w lewo z drogą St2244 prowadzi do wschodnich dzielnic Emskirchen oraz przez Neudorf i Falkendorf do Herzogenaurach. Następne skrzyżowania prowadzą kolejno do, w prawo Emskirchen-południe, w lewo Hagenbüchach, trzy razy Bräuersdorf, w lewo Langenzenn-północ. Za tym skrzyżowaniem droga jest drogą ekspresową dwupasmową, a po przejechaniu mostu nad doliną rzeki Zenn i skrzażowania z drogą powiatową St2252, prowadzącą do Langenzenn-wschód oraz Wilhermsdorf, B8 staje się drogą czteropasmową o parametrach zbliżonych do autostrady. Mijamy zjazdy, Langenzenn-południe, Seukendorf – Cadolzburg i dojeżdżamy do miejsca, gdzie B8 rozdwaja się.

##### Droga przez miasto
Zjazdem Fürth-West wjeżdżamy do Fürthu i Würzburger Str. zmierzymy w kierunku centrum miasta. Na skrzyżowaniu z Soldnerstr., po prawej, mijamy posterunek Policji. Następnie mijamy przystanek kolejowy Fürth-Unterfarnbach. Za mostem powodziowym łukiem w lewo i po prawej stronie mijamy kolejny posterunek Policji. Wcześniej minęliśmy dojazd do Stadthalle-hali widowiskowej. Teraz łukiem objeżdżamy północne stare miasto i na wysokości ratusza skręcamy w Königstrasse. Po lewej stronie mijamy Straż Pożarną, po prawej Teatr miejski i kościół Unsere liebe Frau.  Po czasie droga skręca w prawo, mijamy Fürther Freiheit-rynek, przez promenade, w prawo, lewo i wzdłuż toru kolejowego w stronę Norymbergi. Po prawej stronie mijamy tor metra, przystanek Stadtgrenze i wjeżdżamy do Norymbergi. Fürther Strasse zmierzamy w kierunku centrum. Mijamy skrzyżowanie z B 4R. Następnie po lewej stronie mijamy siedzibę sądu w którym odbył się Proces norymberski. Dojeżdżamy do Plärrer, placu gdzie krzyżuje się wiele szlaków komunikacji miejskiej. Przez plac po lewej stronie widzimy basztę stanowiącą część bramy do starego miasta Spittler-Tor. Jadąc dalej w kierunku wschodnim mijamy po lewej stronie liczne fragmenty murów staromiejskich, a po prawej gmach opery oraz Dworca Głównego. Tuż za nim Pocztę Główną, wiadukt Celtis i po lewej teren dworca autobusowego ZOB. Na kolejnych światłach skręcamy w prawo pod wiadukt zwany Marientunnel a na jego końcu w lewo, w Regensburger Strasse która łagodnym łukiem skieruje się na południe, i już jako Münchener Strasse doprowadzi nas do zjazdu Nürnberg-Zollhausna autostradę A73. Po drodze miniemy po lewej stronie tereny wystawiennicze Targów Norymberskich gdzie raz do roku odbywają się największe na świecie targi zabawek.

##### Droga obwodnicą
Mijamy zjazd Fürth-West i kierujemy się na południowy wschód tak zwaną Südwesttangente. Przejeżdżamy most nad kanałem Men-Dunaj mijamy kolejne zjazdy, Fürth-Fürberg, F.-Zirndorf, F.-Süd, Nürnberg-Höfen, N.-Kleinreuth, N.-Gebersdorf, N.-Schweinau aby dojechać do skrzyżowania z Frankenschnellweg. Tu możemy zjechać na północ dojeżdżając do Norymbergi i dalej do Erlangen, Forchheimu, Bambergu, a kierując się na południe do portu rzecznego w Norymbergi i południowych dzielnic miasta. My jedziemy dalej prosto autostradą A73. Mijamy kolejne zjazdy, N.-Hafen-Ost, N.-Königshof, N.-Zollhaus. Mijamy skrzyżowanie Autobahnkreuz Nürnberg-Süd z autostradą A6. Po przejechaniu kolejnego zjazdu Wendelstein dojedziemy do zjazdu Feucht gdzie zjedziemy z A73 do miejscowości by kontynuować podróż B8 w kierunku Neumarktu.

#### Feucht - Neumarkt in der Oberpfalz(Stan 2007)
Po opuszczeniu A73 dojedziemy do skrzyżowania na południu Feucht gdzie skręcając w lewo wjechalibyśmy do miejscowości, w prawo na tereny przemysłowo handlowe. Kierujemy się dalej na wschód. Mijamy skrzyżowanie z drogą prowadzącą do południowo-wschodniej części Feucht. Dojeżdżamy do Schwarzenbrucku. Po prawej stronie mijamy Ratusz, a na kolejnym skrzyżowaniu skręcając w lewo dojechalibyśmy do kliniki Rummelsberg. Kolejna krzyżówka prowadzi do zachodniej części Burgthan a tuż za nią, po prawej stronie miniemy tereny przemysłowe by dojechać do niewielkiej miejscowości Pfeifferhütte, w której po prawej stronie zobaczymy fragmenty Kanału Ludwikowskiego z XIX w. Kolejne dwa skrzyżowania to drogi prowadzące do południowego i wschodniego Burgthan. Droga łagodnym łukiem zmieni kierunek na południowo-wschodni i przetnie Espanpark przemysłową część Burgthan. Po przejechaniu niewielkiego mostu na jeszcze mniejszej rzeczce opuścimy rejencje frankońską i wjedziemy do Oberpfalz. Pierwszą miejscowością, którą miniemy w nowej Rejencji będzie Postbauer-Heng, kolejną Pölling, który B8 omija północą stanowiąc jednocześnie jego obwodnicą. Za Pöllingiem droga B8 łączy się na przedmieściach Neumarktu z B299 i kierując się na południe stanowią jego zachodnią obwodnicę. Po pewnym czasie drogi skręcają na wschód. B299 „ucieka” po chwili na południe, a B8 po krótkim odcinku biegnącym na wschód skręca na południowy wschód i przecinając tereny przemysłowe opuszcza Neumarkt.